# Tu chính án thứ 22 Hiến pháp Hoa Kỳ
Tu chính án 22 (Tu chính án XXII) Hiến pháp Hoa Kỳ quy định không ai được bầu vào chức vụ tổng thống Hoa Kỳ quá hai nhiệm kỳ và bổ sung các điều kiện đối với những người kế nhiệm tổng thống trong nhiệm kỳ của tổng thống khác. Quốc hội thông qua Tu chính án 22 vào ngày 21 tháng 3 năm 1947 và đệ trình lên các cơ quan lập pháp tiểu bang để phê chuẩn. Tu chính án 22 được 36 trong số 48 tiểu bang cần thiết (Alaska và Hawaii chưa được cho gia nhập Hoa Kỳ) phê chuẩn vào ngày 27 tháng 2 năm 1951 có hiệu lực vào cùng ngày.
Tu chính án 22 cấm người nào được bầu giữ chức vụ tổng thống quá hai nhiệm kỳ. Người nào đảm đương chức vụ tổng thống quá hai năm trong nhiệm kỳ của tổng thống khác không được bầu giữ chức vụ tổng thống quá một nhiệm kỳ. Các học giả tranh luận liệu Tu chính án 22 có áp dụng cho mọi trường hợp hay chỉ áp dụng cho các cuộc bầu cử tổng thống. Trước khi Tu chính án 22 được phê chuẩn, tổng thống không bị giới hạn nhiệm kỳ nhưng cả George Washington và Thomas Jefferson đều quyết định không tranh cử nhiệm kỳ thứ ba, thiết lập tiền lệ hai nhiệm kỳ. Trong cuộc bầu cử tổng thống năm 1940 và 1944, Franklin D. Roosevelt trở thành tổng thống duy nhất tranh cử và trúng cử nhiệm kỳ thứ ba và thứ tư, làm dấy lên lo ngại về một tổng thống giữ chức vụ quá nhiều nhiệm kỳ.

## Nội dung
Khoản 1. Không người nào được bầu giữ chức vụ Tổng thống quá hai nhiệm kỳ và không người nào đã đảm đương chức vụ Tổng thống hoặc giữ quyền Tổng thống quá hai năm trong nhiệm kỳ mà người khác đã trúng cử Tổng thống sẽ được bầu vào chức vụ Tổng thống hơn một nhiệm kỳ. Nhưng điều khoản này không áp dụng đối với những người đang giữ chức Tổng thống khi điều khoản này được Quốc hội đề nghị và sẽ không ngăn cản bất cứ ai có thể giữ chức Tổng thống hoặc giữ quyền Tổng thống trong thời gian điều khoản này có hiệu lực đúng vào nhiệm kỳ của họ, vì vậy họ sẽ tiếp tục cương vị Tổng thống hay quyền Tổng thống trong thời gian nhiệm kỳ còn lại.

Khoản 2. Điều này sẽ không có hiệu lực trừ phi được cơ quan lập pháp của ba phần tư số tiểu bang phê chuẩn như một tu chính án Hiến pháp trong vòng 7 năm kể từ ngày Quốc hội chuyển tới các tiểu bang.

## Bối cảnh
Việc giới hạn nhiệm kỳ tổng thống đã được tranh luận từ những ngày đầu tiên của chính trường Hoa Kỳ. Tại Hội nghị Lập hiến, nhiều đại biểu, bao gồm Alexander Hamilton và James Madison, ủng hộ nhiệm kỳ trọn đời, trong khi những đại biểu khác lại ủng hộ nhiệm kỳ cố định. George Mason của Virginia lên án đề xuất về nhiệm kỳ trọn đời là không khác gì một chế độ quân chủ tuyển cử. Một bản dự thảo đầu tiên của Hiến pháp Hoa Kỳ quy định tổng thống giữ chức vụ trong một nhiệm kỳ bảy năm. Cuối cùng, Hội nghị Lập hiến chấp thuận nhiệm kỳ bốn năm mà không giới hạn số nhiệm kỳ.
Tuy bị Hội nghị Hiến pháp bác bỏ nhưng việc giới hạn nhiệm kỳ của tổng thống được George Washington và Thomas Jefferson cân nhắc trong nhiệm kỳ của mình. Khi ông bước vào năm cuối cùng của nhiệm kỳ thứ hai vào năm 1796, Washington đã kiệt sức sau nhiều năm làm việc trong chính quyền và sức khỏe của ông bắt đầu suy yếu. Ông cũng buồn bực vì những lời công kích ngày càng nặng của các đối thủ chính trị sau khi Điều ước Jay được ký kết và tin rằng ông đã hoàn thành các mục tiêu chính của mình với tư cách là tổng thống. Tháng 9 năm 1796, ông viết Bức thư cáo từ cho cả nước, tuyên bố không tranh cử nhiệm kỳ thứ ba. 11 năm sau, khi Thomas Jefferson sắp đi được nửa chặng đường của nhiệm kỳ thứ hai, ông đã viết,
Nếu việc chấm dứt nhiệm kỳ của tổng thống không được Hiến pháp hoặc thông lệ xác định thì chức vụ tổng thống, mặc dù trên danh nghĩa là theo nhiệm kỳ, nhưng trên thực tế sẽ là suốt đời và lịch sử cho thấy điều đó dễ dàng thoái hóa thành thế tập.

Nhà khoa học chính trị Bruce Peabody nhận định kể từ khi Washington tuyên bố không tranh cử nhiệm kỳ thứ ba, nhiều học giả và nhân vật công chúng đã lấy quyết định nghỉ hưu của ông mà "cho rằng ông đã thiết lập một truyền thống hai nhiệm kỳ đóng vai trò là cơ chế quan trọng để ngăn chặn bất kỳ người nào hoặc chính chức vụ tổng thống tập trung quá nhiều quyền lực". Vào thế kỷ 19, nhiều tu chính án nhằm hiến định tiền lệ này được đề xuất tại Quốc hội nhưng không được thông qua. Ba trong bốn tổng thống tiếp theo sau Jefferson—Madison, James Monroe và Andrew Jackson—được bầu làm tổng thống hai nhiệm kỳ và không tranh cử nhiệm kỳ thứ ba. Martin Van Buren thất cử trong cuộc bầu cử tổng thống năm 1840 nên chỉ làm tổng thống một nhiệm kỳ. Vào đầu Nội chiến Hoa Kỳ, các tiểu bang ly khai soạn thảo Hiến pháp Hiệp bang Hoa Kỳ phần lớn phỏng theo Hiến pháp Hoa Kỳ nhưng quy định tổng thống chỉ được giữ chức vụ một nhiệm kỳ sáu năm.

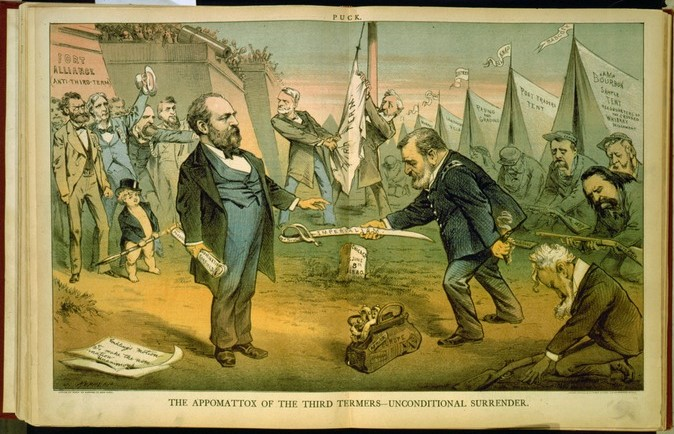
Biếm họa trong tạp chí Puck vẽ Ulysses S. Grant chịu thuaJames A. Garfield sau khi không được Đảng Cộng hòa đề cử làm ứng cử viên tổng thống vào năm 1880.

Bất chấp tiền lệ hai nhiệm kỳ, một số tổng thống trước Roosevelt cố gắng tranh cử nhiệm kỳ thứ ba. Sau khi Ulysses S. Grant tái cử vào năm 1872, Đảng Cộng hòa nghiêm túc cân nhắc về khả năng ông tranh cử nhiệm kỳ thứ ba vào năm 1876 nhưng dư luận tiêu cực và sự phản đối của các nghị sĩ Quốc hội buộc Grant phải từ bỏ ý định này. Tuy nhiên, ông đã vận động sự đề cử cho cuộc bầu cử tổng thống năm 1880 tại Đại hội toàn quốc Đảng Cộng hòa năm 1880 nhưng thua sít sao James A. Garfield, người trúng cử tổng thống.
Theodore Roosevelt kế nhiệm tổng thống vào ngày 14 tháng 9 năm 1901 sau vụ ám sát William McKinley và dễ dàng được bầu vào nhiệm kỳ đầy đủ vào năm 1904. Ông không tranh cử nhiệm kỳ thứ hai đầy đủ vào năm 1908 nhưng tranh cử trong cuộc bầu cử tổng thống năm 1912 và thất cử trước Woodrow Wilson. Bản thân Wilson mong muốn giành được nhiệm kỳ thứ ba mặc dù đã bị một cơn đột quỵ nghiêm trọng. Nhiều cố vấn cố gắng khuyên ông từ bỏ ý định tranh cử do sức khỏe kém nhưng Wilson vẫn yêu cầu đưa tên ông vào danh sách đề cử ứng cử viên tổng thống tại Đại hội toàn quốc Đảng Dân chủ năm 1920. Tuy nhiên, Đảng Dân chủ đề cử James M. Cox, người đã thất cử trước Warren G. Harding. Wilson lại cân nhắc tranh cử nhiệm kỳ thứ ba đầy đủ vào năm 1924 nhưng một lần nữa không nhận được sự ủng hộ. Ông qua đời vào tháng 2 năm 1924.

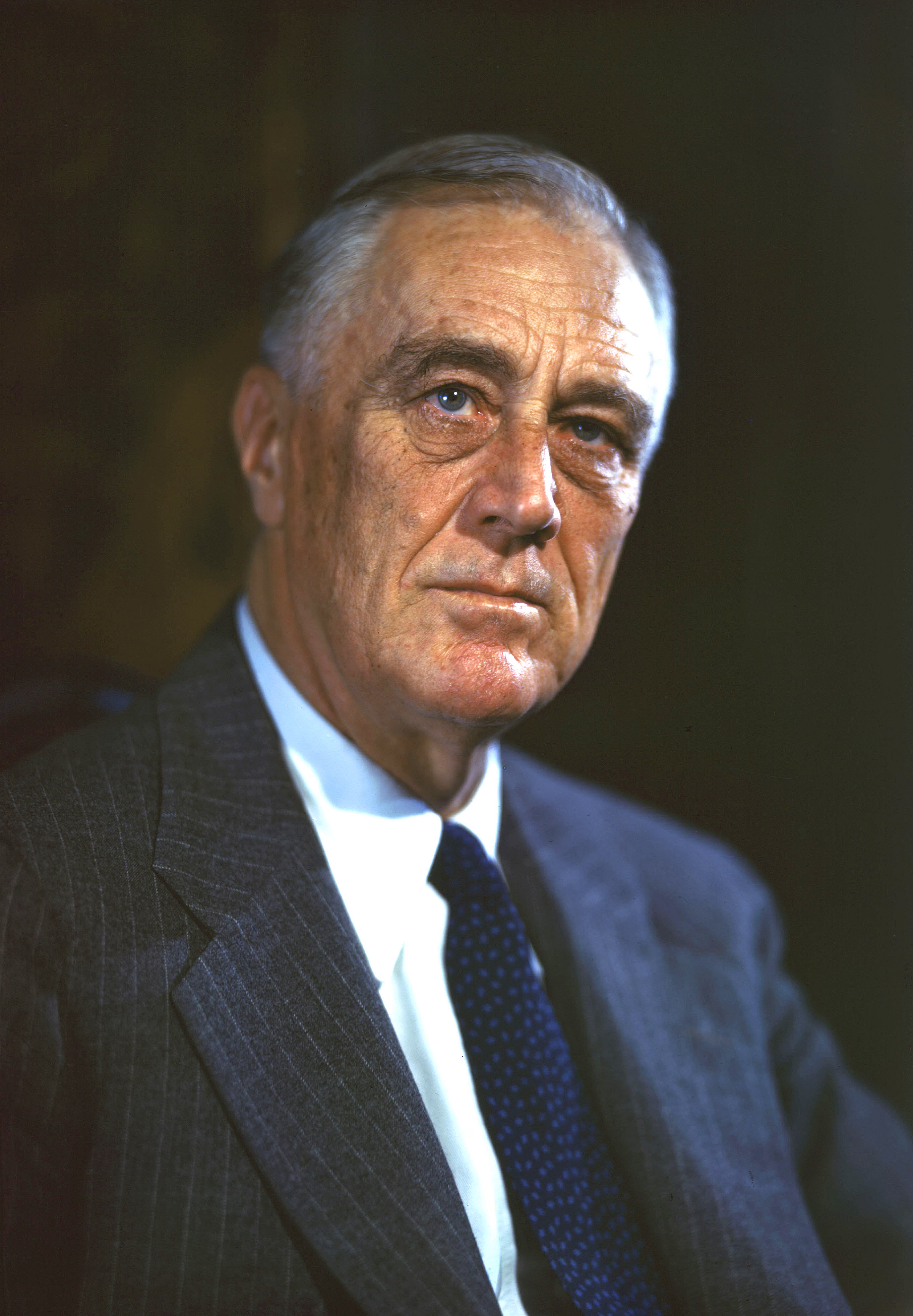
Franklin D. Roosevelt là tổng thống từ năm 1933 cho đến khi ông qua đời vào năm 1945, giữ chức vụ bốn nhiệm kỳ.

Trước thềm Đại hội toàn quốc Đảng Dân chủ năm 1940, Franklin D. Roosevelt từ chối trả lời liệu ông có tranh cử nhiệm kỳ thứ ba hay không. Phó Tổng thống John Nance Garner và Tổng cục trưởng Bưu điện James Farley tuyên bố vận động sự đề cử của Đảng Dân chủ. Khi đại hội khai mạc, Roosevelt gửi một thông điệp rằng ông sẽ chỉ ra tranh cử nếu bất đắc dĩ và các đại biểu được tự do bỏ phiếu cho bất kỳ ai. Thông điệp này được hiểu là ông sẵn sàng tranh cử và ông được đề cử trong cuộc bỏ phiếu đầu tiên của đại hội. Roosevelt thắng cử áp đảo trước ứng cử viên Đảng Cộng hòa Wendell Willkie trong cuộc bầu cử tổng thống năm 1940, trở thành tổng thống duy nhất giữ chức vụ quá tám năm. Quyết định tranh cử nhiệm kỳ thứ ba của ông là tâm điểm của cuộc bầu cử. Willkie vận động phản đối tổng thống không bị giới hạn nhiệm kỳ, trong khi Đảng Dân chủ lấy Chiến tranh thế giới thứ hai làm lý do để phá tiền lệ.
Trong cuộc bầu cử tổng thống năm 1944, Roosevelt đối mặt với ứng cử viên Đảng Cộng hòa Thomas E. Dewey. Dewey tuyên bố ủng hộ sửa đổi hiến pháp nhằm giới hạn tổng thống chỉ được giữ chức vụ tối đa hai nhiệm kỳ. Dewey cho rằng "bốn nhiệm kỳ hoặc 16 năm [ám chỉ Roosevelt] là mối đe dọa nguy hiểm nhất đối với quyền tự do của chúng ta." Ông cũng kín đáo nêu vấn đề về tuổi tác của Roosevelt. Roosevelt trúng cử nhiệm kỳ thứ tư nhờ vào năng lượng và sức lôi cuốn cử tri.
Roosevelt dập tắt tin đồn về sức khỏe kém trong suốt cuộc bầu cử nhưng sức khỏe của ông thực sự ngày càng xấu đi. Ngày 12 tháng 4 năm 1945, chỉ 82 ngày sau khi nhậm chức, ông qua đời vì xuất huyết não và Phó Tổng thống Harry S. Truman kế nhiệm tổng thống. Trong cuộc bầu cử giữa nhiệm kỳ năm 1946, Đảng Cộng hòa chiếm đa số tại Hạ viện và Thượng viện. Nhiều ứng cử viên trúng cử tuyên bố ủng hộ một tu chính án hiến pháp hạn chế số nhiệm kỳ của tổng thống nên vấn đề này được ưu tiên khi Quốc hội khóa 80 họp vào tháng 1 năm 1947.

## Đề xuất và phê chuẩn

### Quốc hội đề xuất
Ngày 6 tháng 2 năm 1947, Hạ viện thông qua một dự thảo tu chính án đặt ra giới hạn hai nhiệm kỳ do Earl C. Michener đề xuất với kết quả biểu quyết 285–121, bao gồm sự ủng hộ của 47 đảng viên Đảng Dân chủ. Đồng thời, Thượng viện xây dựng dự thảo tu chính án riêng, ban đầu khác với dự thảo của Hạ viện ở chỗ quy định tu chính án phải được đệ trình lên các hội nghị phê chuẩn tiểu bang thay vì các cơ quan lập pháp tiểu bang và cấm người nào đã giữ chức vụ tổng thống quá 365 ngày trong mỗi nhiệm kỳ trong hai nhiệm kỳ được bầu vào chức vụ tổng thống. Hai điều khoản này đều bị xóa bỏ nhưng một điều khoản mới được Robert A. Taft bổ sung vào tu chính án, giới hạn số lần một phó tổng thống kế nhiệm chức tổng thống có thể được bầu vào chức vụ tổng thống. Ngày 12 tháng 3, Thượng viện thông qua dự thảo tu chính án sửa đổi với kết quả biểu quyết 59–23, bao gồm sự ủng hộ của 16 đảng viên Đảng Dân chủ.
Ngày 21 tháng 3, Hạ viện thông qua những sửa đổi của Thượng viện. Sau đó, Tu chính án 22 được đệ trình lên các tiểu bang để phê chuẩn. Ngày 27 tháng 2 năm 1951, Tu chính án 22 hoàn tất quá trình phê chuẩn, 3 năm, 343 ngày sau khi được đệ trình lên các tiểu bang.

### Các tiểu bang phê chuẩn

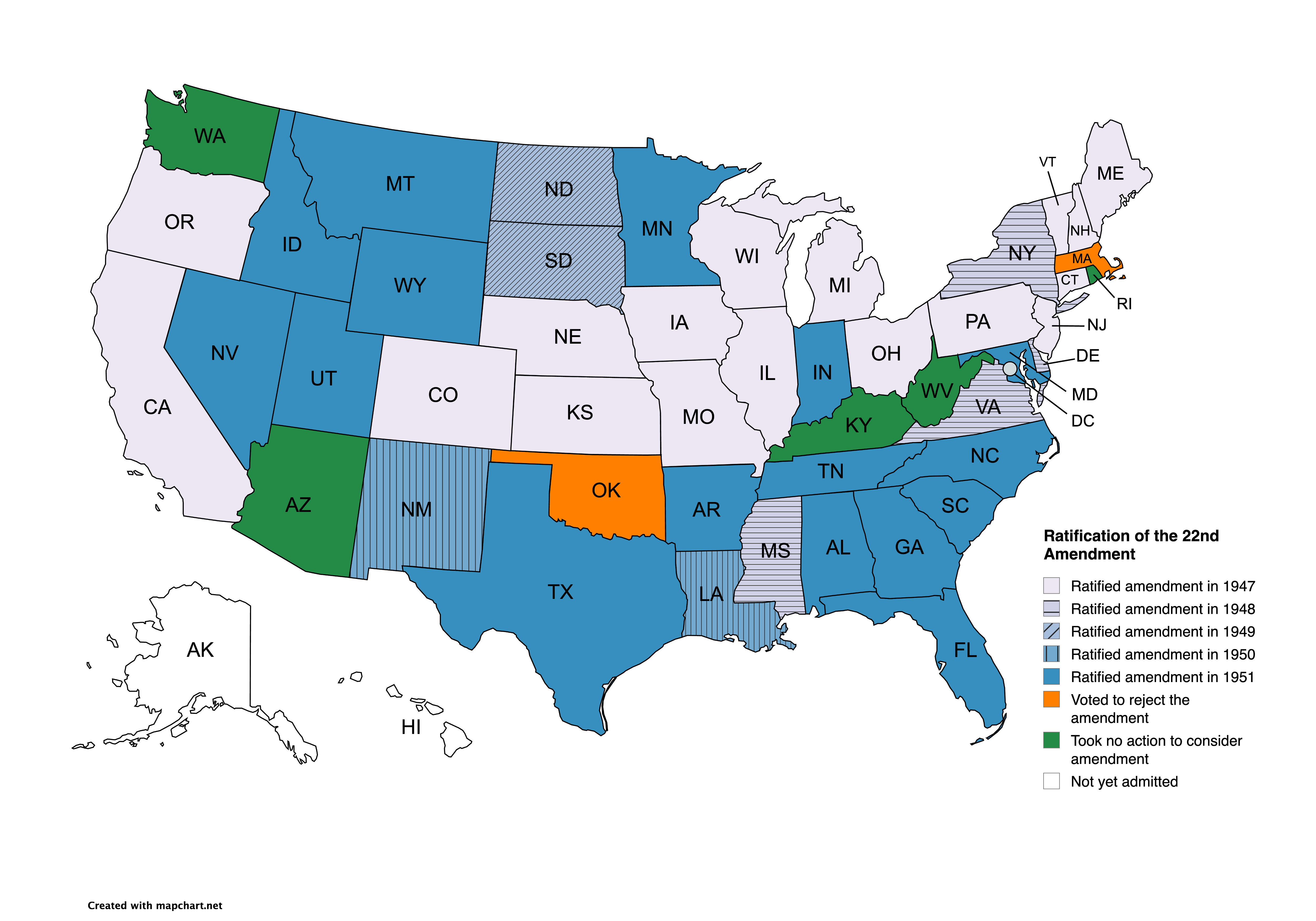
Bản đồ cho thấy quyết định của các tiểu bang đối với Tu chính án 22

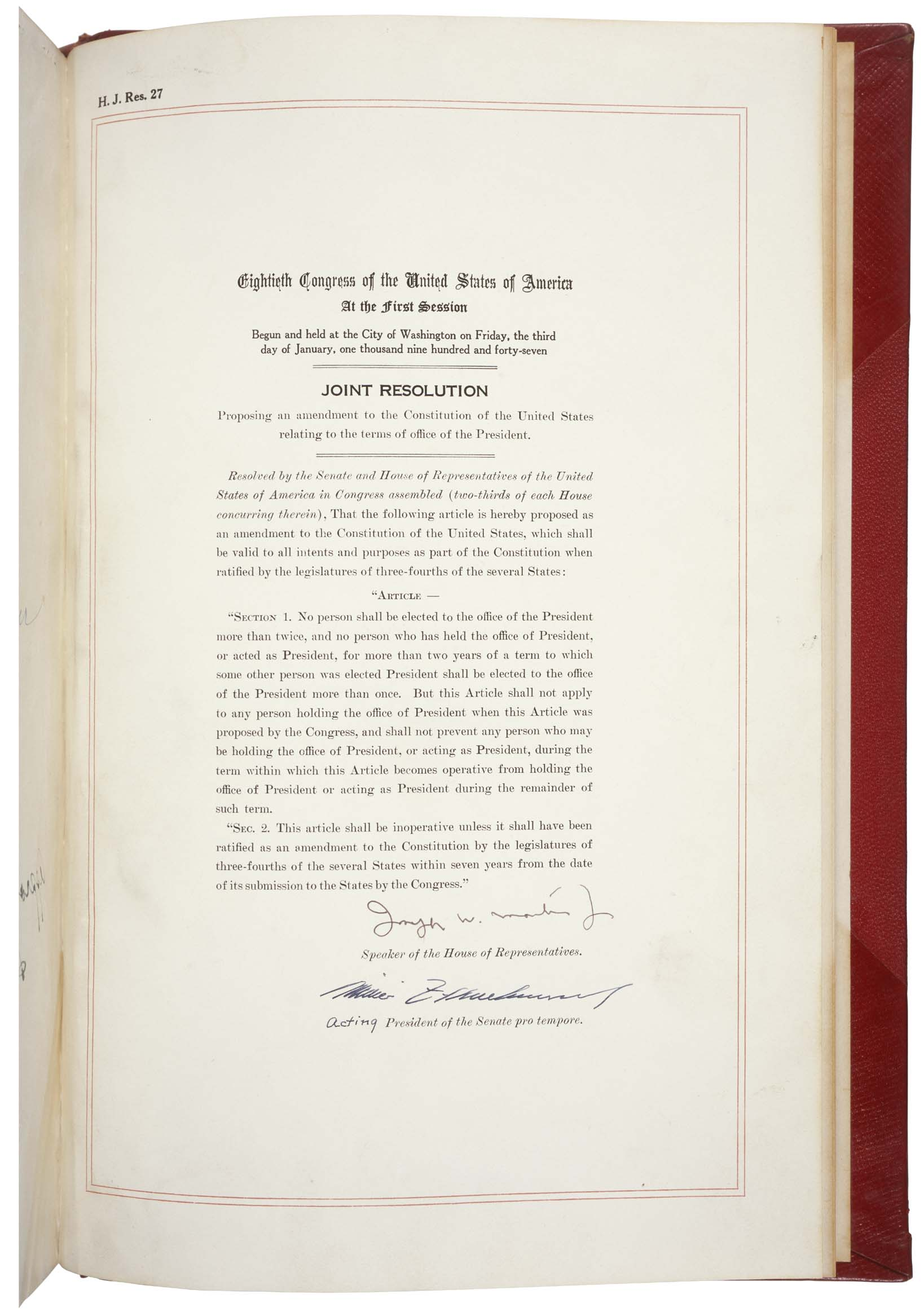
Tu chính án 22 tại Cục Văn thư và Lưu trữ quốc gia Hoa Kỳ

Những tiểu bang sau phê chuẩn Tu chính án 22:
1. Maine: Ngày 31 tháng 3 năm 1947
2. Michigan: Ngày 31 tháng 3 năm 1947
3. Iowa: Ngày 1 tháng 4 năm 1947
4. Kansas: Ngày 1 tháng 4 năm 1947
5. New Hampshire: Ngày 1 tháng 4 năm 1947
6. Delaware: Ngày 2 tháng 4 năm 1947
7. Illinois: Ngày 3 tháng 4 năm 1947
8. Oregon: Ngày 3 tháng 4 năm 1947
9. Colorado: Ngày 12 tháng 4 năm 1947
10. California: Ngày 15 tháng 4 năm 1947
11. New Jersey: Ngày 15 tháng 4 năm 1947
12. Vermont: Ngày 15 tháng 4 năm 1947
13. Ohio: Ngày 16 tháng 4 năm 1947
14. Wisconsin: Ngày 16 tháng 4 năm 1947
15. Pennsylvania: Ngày 29 tháng 4 năm 1947
16. Connecticut: Ngày 21 tháng 5 năm 1947
17. Missouri: Ngày 22 tháng 5 năm 1947
18. Nebraska: Ngày 23 tháng 5 năm 1947
19. Virginia: Ngày 28 tháng 1 năm 1948
20. Mississippi: Ngày 12 tháng 2 năm 1948
21. New York: Ngày 9 tháng 3 năm 1948
22. South Dakota: Ngày 21 tháng 1 năm 1949
23. North Dakota: Ngày 25 tháng 2 năm 1949
24. Louisiana: Ngày 17 tháng 5 năm 1950
25. Montana: Ngày 25 tháng 1 năm 1951
26. Indiana: Ngày 29 tháng 1 năm 1951
27. Idaho: Ngày 30 tháng 1 năm 1951
28. New Mexico: Ngày 12 tháng 2 năm 1951
29. Wyoming: Ngày 12 tháng 2 năm 1951
30. Arkansas: Ngày 15 tháng 2 năm 1951
31. Georgia: Ngày 17 tháng 2 năm 1951
32. Tennessee: Ngày 20 tháng 2 năm 1951
33. Texas: Ngày 22 tháng 2 năm 1951
34. Utah: Ngày 26 tháng 2 năm 1951
35. Nevada: Ngày 26 tháng 2 năm 1951
36. Minnesota: Ngày 27 tháng 2 năm 1951
Ngày 1 tháng 3 năm 1951, Cục trưởng Cục Tổng vụ Hoa Kỳ Jess Larson ban hành giấy chứng nhận tuyên bố Tu chính án 22 đã được phê chuẩn và là một phần của Hiến pháp Hoa Kỳ. Tu chính án 22 sau đó được những tiểu bang sau phê chuẩn:
37. North Carolina: Ngày 28 tháng 2 năm 1951
38. South Carolina: Ngày 13 tháng 3 năm 1951
39. Maryland: Ngày 14 tháng 3 năm 1951
40. Florida: Ngày 16 tháng 4 năm 1951
41. Alabama: Ngày 4 tháng 5 năm 1951

Massachusetts và Oklahoma bác bỏ Tu chính án 22, trong khi Arizona, Kentucky, Rhode Island, Washington và West Virginia chưa phê chuẩn tu chính án.

## Hiệu lực
Điều khoản miễn trừ trong khoản 1 Tu chính án 22 cho phép Harry S. Truman, tổng thống đương nhiệm vào thời điểm Quốc hội đề xuất tu chính án, tái cử vào năm 1952 vì ông kế nhiệm gần như toàn bộ nhiệm kỳ còn lại của Franklin D. Roosevelt từ năm 1945 đến năm 1949 và chỉ được bầu vào nhiệm kỳ đầy đủ đầu tiên vào năm 1948. Tuy nhiên, Truman quyết định không tranh cử nhiệm kỳ thứ hai do tỷ lệ chấp thuận chỉ khoảng 27% và kết quả kém cỏi trong cuộc bầu cử sơ bộ ở New Hampshire vào năm 1952. Từ khi có hiệu lực vào năm 1951, Tu chính án 22 được áp dụng cho mọi tổng thống Hoa Kỳ được bầu hai nhiệm kỳ.

## Tương tác với Tu chính án 12
Mục đích chính của Tu chính án 22 là giới hạn số nhiệm kỳ một người được bầu làm tổng thống nhưng đã có những câu hỏi về việc áp dụng Tu chính án 22 cùng với Tu chính án 12. Tu chính án 12 quy định "người nào không đủ tiêu chuẩn hợp hiến để đảm nhận chức vụ Tổng thống thì cũng không đủ tiêu chuẩn để được chọn làm Phó Tổng thống Hoa Kỳ." Vấn đề được đặt ra là liệu một người không đủ tiêu chuẩn để được bầu làm tổng thống do bị giới hạn nhiệm kỳ có thể được bầu làm phó tổng thống hay không. Ví dụ: một nguyên tổng thống hai nhiệm kỳ được bầu làm phó tổng thống và sau đó kế nhiệm tổng thống do tổng thống qua đời, từ chức hoặc bị bãi nhiệm hoặc giữ quyền tổng thống trên cương vị một chức vụ khác trong thứ tự kế vị tổng thống.

## Nỗ lực bãi bỏ
Một số tổng thống đã lên tiếng phản đối Tu chính án 22. Sau khi hết nhiệm kỳ, Harry Truman gọi Tu chính án 22 là ngu ngốc và là một trong những tu chính án tệ nhất của Hiến pháp Hoa Kỳ ngoại trừ Tu chính án 18. Vài ngày trước khi hết nhiệm kỳ, Tổng thống Ronald Reagan tuyên bố sẽ thúc đẩy bãi bỏ Tu chính án 22 vì ông cho rằng nó xâm phạm đến quyền dân chủ của nhân dân. Trong một cuộc phỏng vấn với tạp chí Rolling Stone vào tháng 11 năm 2000, Tổng thống Bill Clinton đề xuất sửa đổi Tu chính án 22 để cho phép tổng thống giữ chức vụ hơn hai nhiệm kỳ không liên tiếp vì tuổi thọ trung bình đã cao hơn.
Nỗ lực đầu tiên của Quốc hội nhằm bãi bỏ Tu chính án 22 được thực hiện vào năm 1956, năm năm sau khi Tu chính án 22 được phê chuẩn. Trong 50 năm tiếp theo, 54 nghị quyết liên tịch bãi bỏ Tu chính án 22 được trình trước Quốc hội. Từ năm 1997 đến năm 2013, Hạ nghị sĩ Đảng Dân chủ José E. Serrano của New York trình chín nghị quyết (một nghị quyết mỗi khóa Quốc hội) bãi bỏ Tu chính án 22. Hạ nghị sĩ Barney Frank, David Dreier và Thượng nghị sĩ Mitch McConnell, Harry Reid cũng ủng hộ bãi bỏ Tu chính án 22.